# Pôle d'excellence rurale
 (décembre 2014).
Si vous disposez d'ouvrages ou d'articles de référence ou si vous connaissez des sites web de qualité traitant du thème abordé ici, merci de compléter l'article en donnant les références utiles à sa vérifiabilité et en les liant à la section « Notes et références ».
Les pôles d'excellence rurale (connus sous l'acronyme de PER) sont, en France, des projets favorisant le développement des territoires ruraux qui reçoivent à ce titre un financement partiel de la part de l'État. Le label Pôle d'excellence rurale est attribué à un projet de développement économique situé sur un territoire rural et fondé sur un partenariat entre des collectivités locales et des entreprises privées.
La création des pôles d'excellence rurale, qui s'inspire de celle des pôles de compétitivité en zone urbaine, a été annoncée lors du CIACT du 14 octobre 2005 par Christian Estrosi, ministre délégué à l'aménagement du territoire.

## Le cahier des charges
Afin de recevoir le label « pôle d'excellence rurale », un projet local doit permettre la mise en valeur des territoires ruraux dans quatre domaines principaux :
- promotion des richesses naturelles, culturelles, et touristiques (patrimoine)
- valorisation et gestion des ressources naturelles dans une perspective environnementale (développement durable).
- offre de services et accueil de nouvelles populations.
- productions industrielles et artisanales, services locaux, avec en particulier l'utilisation de techniques innovantes.

Le projet doit porter sur un investissement d'au moins 300 000 €. Il est nécessairement lié à un territoire rural. Sauf exception, il devrait porter :
- sur l'une des zones de revitalisation rurale (ZRR) définies par la loi du 23 février 2005 relative au développement des territoires ruraux,
- ou sur une commune n'appartenant pas à une aire urbaine de plus de 30 000 habitants.

Les pouvoirs publics devront participer à la mise en œuvre du projet avec des partenaires privés.

## Aide des pouvoirs publics
Les aides de l'État et de l'Union européenne seront au maximum de 1 000 000 € sur un projet sélectionné, dans la limite de 33 % du montant éligible du projet (hors TVA). Ce taux peut être porté à 50 % dans les zones de revitalisation rurale.
Ce taux ne correspond pas nécessairement à de nouvelles ressources affectées par l'État, car il inclut des aides existantes telles que la dotation de développement rural ou certains fonds européens.

## Critiques et réserves
Des commentateurs tels que l'Unadel, sans rejeter entièrement les pôles d'excellence rurale, expriment certaines réserves :
- comme la méthode choisie est l'appel à projet, plusieurs projets risquent de se faire concurrence au lieu de coopérer en faveur du développement des territoires
- les pôles d'excellence rurale ne financent que l'investissement. Ils n'apportent pas les ressources nécessaires au fonctionnement des équipements construits. Leur rôle risque d'être trop ponctuel.
- ce système s'ajoute à d'autres procédures existantes comme les pays, les projets européens Leader + animés par les Groupes d'action locaux (GAL) et le volet territorial des contrats de plan État-région, au risque d'une perte de lisibilité.
- les pôles d'excellence rurale sont sélectionnés par l'État au détriment du rôle de la région.

D'autre part, certains craignent que le nouveau système ait peu d'effets dans la mesure où il n'apporte pas de fonds nouveaux : les financements se feront sur les lignes budgétaires existantes.

## État des projets
Le gouvernement a lancé un premier appel à candidatures fin 2005 et a attribué 379 labels « pôle d'excellence rurale » en 2006. À l'issue de la seconde campagne, lancée en 2009, 263 projets ont reçu le label en 2011.